# Funzione differenziabile
In matematica, in particolare in analisi matematica e geometria differenziale, una funzione differenziabile in un punto è una funzione che può essere approssimata a meno di un resto infinitesimo da una trasformazione lineare in un intorno abbastanza piccolo di quel punto. 
Affinché ciò si verifichi è necessario (ma non sufficiente) che tutte le derivate parziali calcolate nel punto esistano, cioè se è differenziabile, allora è derivabile nel punto poiché esistono e sono finiti i limiti dei rapporti incrementali direzionali. Il concetto di differenziabilità permette di generalizzare il concetto di funzione derivabile a funzioni vettoriali di variabile vettoriale, e la differenziabilità di una funzione permette di individuare per ogni punto del suo grafico un iperpiano tangente.
Una funzione può essere differenziabile {\displaystyle k} volte, e si parla in questo caso di funzione di classe {\displaystyle C^{k}}. Una funzione differenziabile infinite volte è inoltre detta liscia. Nell'analisi funzionale le distinzioni fra le varie classi {\displaystyle C^{k}} sono molto importanti, mentre in altri settori della matematica queste differenze sono meno tenute in considerazione, e spesso si usa impropriamente il termine "funzione differenziabile" per definire una funzione liscia.

## Definizione
Una funzione:
{\displaystyle \mathbf {F} \colon U\rightarrow \mathbb {R} ^{m}}

Una funzione da in è derivabile in un punto se è approssimabile vicino a quel punto da una retta. Tale retta deve quindi essere tangente al grafico della funzione. Questa nozione si estende in dimensioni arbitrarie, e prende il nome di funzione differenziabile.

definita su un insieme aperto dello spazio euclideo {\displaystyle \mathbb {R} ^{n}} è detta differenziabile in un punto {\displaystyle \mathbf {x} _{0}} del dominio se esiste una applicazione lineare:
{\displaystyle \mathbf {L} (\mathbf {x} _{0})\colon \mathbb {R} ^{n}\rightarrow \mathbb {R} ^{m}}
tale che valga l'approssimazione:
{\displaystyle \mathbf {F} (\mathbf {x} _{0}+\mathbf {h} )-\mathbf {F} (\mathbf {x} _{0})=\mathbf {L} (\mathbf {x} _{0})\mathbf {h} +\mathbf {r} (\mathbf {h} ),}
dove {\displaystyle \mathbf {r} (\mathbf {h} )} si annulla, con ordine di infinitesimo maggiore di 1, all'annullarsi dell'incremento {\displaystyle \mathbf {h} }. Tale condizione si può scrivere in modo equivalente:
{\displaystyle \lim _{\mathbf {h} \to \mathbf {0} }{\frac {\mathbf {F} (\mathbf {x} _{0}+\mathbf {h} )-\mathbf {F} (\mathbf {x} _{0})-\mathbf {L} (\mathbf {x} _{0})\mathbf {h} }{\begin{Vmatrix}\mathbf {h} \end{Vmatrix}}}=\mathbf {0} .}
Se la funzione {\displaystyle \mathbf {F} } è differenziabile in {\displaystyle \mathbf {x} _{0}}, l'applicazione {\displaystyle \mathbf {L} } è rappresentata dalla matrice jacobiana {\displaystyle J_{F}}.
Il vettore:
{\displaystyle \mathbf {L} (\mathbf {x} _{0})\mathbf {h} =\mathrm {d} \mathbf {F} (\mathbf {x} _{0})=J_{F}\mathbf {h} }
si chiama differenziale (esatto) di {\displaystyle \mathbf {F} } in {\displaystyle \mathbf {x} _{0}} ed {\displaystyle \mathbf {L} (\mathbf {x_{0}} )} viene detto derivata o anche derivata totale della funzione {\displaystyle \mathbf {F} }.
La funzione {\displaystyle \mathbf {F} } è infine differenziabile se lo è in ogni punto del dominio. In particolare, il teorema del differenziale totale afferma che una funzione è differenziabile in un punto se tutte le derivate parziali esistono in un intorno del punto per ogni componente della funzione e se sono inoltre funzioni continue. Se inoltre l'applicazione che associa {\displaystyle \mathbf {x} } a {\displaystyle \mathbf {L} (\mathbf {x} )} è continua, la funzione si dice differenziabile con continuità.
Nel caso di una funzione {\displaystyle f} di una variabile definita su un intervallo aperto dell'asse reale, essa è detta differenziabile in {\displaystyle {x}_{0}} se esiste un'applicazione lineare {\displaystyle {L}({x}_{0}):\mathbb {R} \rightarrow \mathbb {R} } tale che:
{\displaystyle \lim _{{h}\to {0}}{\frac {{f}({x}_{0}+{h})-{f}({x}_{0})-{L}({x}_{0}){h}}{h}}={0}}
ed in tal caso si ha:
{\displaystyle L(x)=f'(x).}

## Matrice jacobiana
Se una funzione è differenziabile in un punto allora tutte le derivate parziali calcolate nel punto esistono, ma non vale il viceversa. Tuttavia, se tutte le derivate parziali esistono e sono continue in un intorno del punto allora la funzione è differenziabile nel punto, ovvero è di classe {\displaystyle C^{1}}.
Dette {\displaystyle \{\mathbf {e} _{j}\}_{1\leq j\leq n}} e {\displaystyle \{\mathbf {u} _{i}\}_{1\leq i\leq m}} le basi canoniche di {\displaystyle \mathbb {R} ^{n}} e {\displaystyle \mathbb {R} ^{m}} rispettivamente, si ha:
{\displaystyle \mathbf {L} (\mathbf {x} )\cdot \mathbf {e} _{j}=\sum _{i=1}^{m}{\frac {\partial F_{i}(\mathbf {x} )}{\partial x_{j}}}\cdot \mathbf {u} _{i}.}
L'applicazione lineare {\displaystyle \mathbf {L} (\mathbf {x} _{0})} è quindi rappresentata nelle basi canoniche da una matrice {\displaystyle m\times n}, detta matrice jacobiana {\displaystyle J_{F}} di {\displaystyle F} in {\displaystyle \mathbf {x} _{0}}.
Il {\displaystyle j}-esimo vettore colonna della matrice jacobiana è dato dalla precedente relazione, e si ha:
{\displaystyle \mathbf {L} (\mathbf {x} )\mathbf {h} =\sum _{i=1}^{m}\left[\sum _{j=1}^{n}{\frac {\partial F_{i}(\mathbf {x} )}{\partial x_{j}}}h_{j}\right]\mathbf {u} _{i}=J_{F}\mathbf {h} ={\begin{bmatrix}{\dfrac {\partial F_{1}}{\partial x_{1}}}&\cdots &{\dfrac {\partial F_{1}}{\partial x_{n}}}\\\vdots &\ddots &\vdots \\{\dfrac {\partial F_{m}}{\partial x_{1}}}&\cdots &{\dfrac {\partial F_{m}}{\partial x_{n}}}\end{bmatrix}}\mathbf {h} .}
A seconda delle dimensioni {\displaystyle m} e {\displaystyle n}, il jacobiano ha diverse interpretazioni geometriche:
- Se {\displaystyle m=1}, la matrice jacobiana si riduce ad un vettore {\displaystyle n}-dimensionale, chiamato gradiente di {\displaystyle F} in {\displaystyle \mathbf {x} _{0}}. In tal caso si ha:

{\displaystyle L(\mathbf {x} )=\nabla F(\mathbf {x} )=\sum _{i=1}^{n}{\frac {\partial F(\mathbf {x} )}{\partial x_{j}}}\mathbf {e} _{i}\qquad \lim _{\mathbf {h} \to \mathbf {0} }{\frac {{F}(\mathbf {x} _{0}+\mathbf {h} )-{F}(\mathbf {x} _{0})-\nabla F(\mathbf {x} _{0})\cdot \mathbf {h} }{\begin{Vmatrix}\mathbf {h} \end{Vmatrix}}}={0}.}
Il gradiente indica la direzione di "massima pendenza" del grafico della funzione nel punto.
- Se {\displaystyle n=1}, la funzione {\displaystyle F} parametrizza una curva in {\displaystyle \mathbb {R} ^{m}}, il suo differenziale è una funzione che definisce la direzione della retta tangente alla curva nel punto.

- Se {\displaystyle m=n=1}, la condizione di differenziabilità coincide con la condizione di derivabilità. La matrice jacobiana si riduce ad un numero, pari alla derivata.

## Differenziabilità in analisi complessa
Sia {\displaystyle U} un sottoinsieme aperto del piano complesso {\displaystyle \mathbb {C} }. Una funzione {\displaystyle f\colon U\to \mathbb {C} } è differenziabile in senso complesso ({\displaystyle \mathbb {C} }-differenziabile) in un punto {\displaystyle z_{0}} di {\displaystyle U} se esiste il limite:
{\displaystyle f'(z_{0})=\lim _{z\rightarrow z_{0}}{f(z)-f(z_{0}) \over z-z_{0}}.}
Il limite va inteso in relazione alla topologia del piano. In altre parole, per ogni successione di numeri complessi che convergono a {\displaystyle z_{0}} il rapporto incrementale deve tendere allo stesso numero, indicato con {\displaystyle f'(z_{0})}. Se {\displaystyle f} è differenziabile in senso complesso in ogni punto {\displaystyle z_{0}} di {\displaystyle U}, essa è una funzione olomorfa su {\displaystyle U}. Si dice inoltre che {\displaystyle f} è olomorfa nel punto {\displaystyle z_{0}} se è olomorfa in qualche intorno del punto, e che  {\displaystyle f} è olomorfa in un insieme non aperto {\displaystyle A} se è olomorfa in un aperto contenente {\displaystyle A}.
La relazione tra la differenziabilità di funzioni reali e funzioni complesse è data dal fatto che se una funzione complessa {\displaystyle f(z)\equiv f(x+iy)=u(x,y)+i\,v(x,y)} è olomorfa allora {\displaystyle u} e {\displaystyle v} possiedono derivata parziale prima rispetto a {\displaystyle x} e {\displaystyle y} e soddisfano le equazioni di Cauchy-Riemann:
{\displaystyle {\frac {\partial u}{\partial x}}={\frac {\partial v}{\partial y}}\qquad {\frac {\partial u}{\partial y}}=-{\frac {\partial v}{\partial x}}.}
In modo equivalente, la derivata di Wirtinger {\displaystyle \partial f/\partial {\overline {z}}} di {\displaystyle f} rispetto al complesso coniugato {\displaystyle {\overline {z}}} di {\displaystyle z} è nulla.

## Proprietà delle funzioni differenziabili
- Una funzione differenziabile in un punto {\displaystyle \mathbf {x} _{0}} è continua in {\displaystyle \mathbf {x} _{0}}. Infatti:

{\displaystyle \lim _{\mathbf {h} \to \mathbf {0} }F(\mathbf {x} _{0}+\mathbf {h} )-F(\mathbf {x} _{0})=\lim _{\mathbf {h} \to \mathbf {0} }{\begin{Vmatrix}\mathbf {h} \end{Vmatrix}}{\frac {F(\mathbf {x} _{0}+\mathbf {h} )-F(\mathbf {x} _{0})-A\mathbf {h} }{\begin{Vmatrix}\mathbf {h} \end{Vmatrix}}}+{A\mathbf {h} }=\mathbf {0} }
per la definizione data di funzione differenziabile e per la continuità delle funzioni lineari.
- Se {\displaystyle F\colon \mathbb {R} ^{n}\rightarrow \mathbb {R} ^{m}} è una funzione differenziabile in {\displaystyle \mathbf {x} _{0}}, allora essa ammette tutte le derivate parziali in {\displaystyle \mathbf {x} _{0}}. Viceversa non è sempre vero che l'esistenza delle derivate parziali in un punto garantisca anche la differenziabilità nel punto. Ad esempio, la funzione reale di due variabili reali:

{\displaystyle F(x,y)=\left\{{\begin{matrix}0&(x,y)=(0,0)\\{\frac {xy^{2}}{x^{2}+y^{4}}}&(x,y)\neq (0,0)\end{matrix}}\right.}
ammette derivate parziali ovunque, ma il fatto che in {\displaystyle (0,0)} la funzione non sia continua impedisce la sua differenziabilità in {\displaystyle (0,0)}. Tuttavia, se {\displaystyle F} è di classe {\displaystyle C^{1}} in un intorno di {\displaystyle \mathbf {x} _{0}}, cioè se esistono tutte le derivate parziali di {\displaystyle F} e queste sono funzioni continue, allora {\displaystyle F} è differenziabile in {\displaystyle \mathbf {x} _{0}}. Vale quindi, se {\displaystyle \Omega \subseteq \mathbb {R} ^{n}} è aperto, che {\displaystyle F\in C^{1}(\Omega )} implica la differenziabilità in {\displaystyle \Omega } che implica a sua volta che {\displaystyle F\in C^{0}(\Omega )}.

## Approssimazioni
Da un punto di vista informale, una funzione differenziabile è una funzione tale da apparire sempre più simile ad una trasformazione affine quando viene vista ad ingrandimenti sempre maggiori. La trasformazione affine che approssima {\displaystyle F} in un intorno di {\displaystyle \mathbf {x} _{0}} è la funzione:
{\displaystyle \mathbf {x} \mapsto F(\mathbf {x} _{0})+\mathrm {D} F(\mathbf {x} _{0})(\mathbf {x} -\mathbf {x} _{0}).}
Per verificarlo, si consideri un intorno di {\displaystyle \mathbf {x} _{0}} di raggio {\displaystyle \delta }.
Se si effettua uno zoom sul grafico di {\displaystyle F} in modo che l'intorno ci appaia di raggio {\displaystyle 1}, la distanza che si vede tra la funzione {\displaystyle F} e la funzione affine che la approssima in corrispondenza del punto {\displaystyle \mathbf {x} =\mathbf {x} _{0}+\mathbf {h} } è uguale a:
{\displaystyle {\frac {F(\mathbf {x} _{0}+\mathbf {h} )-F(\mathbf {x} _{0})-\mathrm {D} F(\mathbf {x} _{0})\mathbf {h} }{\delta }},}
dove la divisione per {\displaystyle \delta } corrisponde al riscalamento dovuto allo "zoom" che si sta operando sull'intorno. Quindi la massima distanza che si vede nell'intorno riscalato è:
{\displaystyle \sup _{\left\|\mathbf {h} \right\|\leq \delta }{\frac {F(\mathbf {x} _{0}+\mathbf {h} )-F(\mathbf {x} _{0})-\mathrm {D} F(\mathbf {x} _{0})\mathbf {h} }{\delta }},}
ora si può dimostrare che dalla definizione di differenziabilità di {\displaystyle F} si deduce che:
{\displaystyle \lim _{\delta \to 0}\sup _{\left\|\mathbf {h} \right\|\leq \delta }{\frac {F(\mathbf {x} _{0}+\mathbf {h} )-F(\mathbf {x} _{0})-DF(\mathbf {x} _{0})\mathbf {h} }{\delta }}=0,}
il che significa che quello che si osserva ingrandendo progressivamente il grafico di {\displaystyle F} e della sua approssimazione affine intorno a {\displaystyle \mathbf {x} _{0}} è che questi tendono a coincidere. Viceversa, la relazione implica direttamente la differenziabilità di {\displaystyle F}.